# Ophrys × aschersonii
 Ophrys x aschersonii Nanteuil 1887. Es una especie de orquídeas monopodiales y terrestres de la subtribu Orchidinae de la familia (Orchidaceae) del género Ophrys. Esta es un híbrido de las especies Ophrys holoserica x Ophrys sphegodes. 

## Etimología
Su nombre " Ophrys " deriva de la palabra griega:"ophrys"="ceja" refiriéndose a la alta consideración que se tiene hacia este género.
Ophrys se menciona por vez primera en el libro "Historia Natural" de Plinio el Viejo (23-79 AD).
Basónimos:

Alemán : Aschersonii Ragwurz

Español : Orquídea abeja de aschersonii

Francés : Ophrys albertiana aschersonii

Inglés : Aschersonii's Bee Orchid

Italiano : Ophrys aschersonii

Sinónimos:
- Ophrys × chatenieri Rouy 1912.
- Ophrys × augustae A. Fuchs 1928.
- Ophrys × licana A. Fuchs 1928.
- Ophrys × chatenieri var. bakonyensis Soó 1973.

## Hábitat
Esta especie de hábitos terrestres monopodial se distribuye por Europa. En terrenos húmedos y media sombra de bosque. Esta planta con preferencias de suelos ácidos, neutros o básicos (alcalino).

## Descripción
Durante el verano estas orquídeas están durmientes como un bulbo subterráneo tubérculo, que sirve como una reserva de comida. Al final del verano-otoño desarrolla una roseta de hojas. También un nuevo tubérculo empieza a desarrollarse y madura hasta la siguiente primavera, el viejo tubérculo muere lentamente. En la próxima primavera el tallo floral empieza a desarrollarse, y durante la floración las hojas ya comienzan a marchitarse.
La mayoría de las orquídeas Ophrys dependen de un hongo simbionte, debido a esto desarrollan solo un par de pequeñas hojas alternas. No pueden ser trasplantadas debido a esta simbiosis. Las pequeñas hojas basales forman una roseta pegadas a ras de suelo. Son oblongo lanceoladas redondeadas sin identaciones tienen un color verde azulado. Se desarrollan en otoño y pueden sobrevivir las heladas del invierno.
La "Ophrys x aschersonii" es Orquídea híbrida terrestre que comparte características de O. holoserica y de O. sphegodes. Tiene tubérculo subterráneo, globular, y pequeño del cual sale el tallo floral erecto sencillo y sin ramificaciones. Es una de las primeras orquídeas en florecer en marzo. Las flores poseen un labelo de gran tamaño. El labelo tiene un color marrón oscuro, a veces casi negro, con un borde de amarillo más intenso. Presentan un dibujo en forma de H de color marrón con reborde amarillento en el centro del labelo. El labelo tiene dos lóbulos laterales vueltos hacia arriba con forma de élitros cubiertos de pelos sedosos y espesos con apariencia de terciopelo. El labelo en la parte media inferior con forma ovoide convexa, glabro (o también con pelos pero más espaciados) y brillante y en la parte central inferior un saliente pequeño como una espina.
Esta especie tiene los tres sépalos iguales en tamaño y en consistencia de unos 2 cm de longitud, y un verde amarillento, se encuentran dirigidos hacia atrás casi ocultos detrás del labelo. Dos de los pétalos son algo más grandes y anchos que los sépalos, los dos iguales con forma trapezoide hasta la mitad y el resto más estrecho, y de un color verde anaranjado. De dos a diez flores se desarrollan en el tallo floral con hojas basales. Las flores son únicas, no solo por su inusual belleza, gradación de color y formas excepcionales, sino también por la ingenuidad con la que atraen a los insectos. Su labelo imita en este caso al abdomen de una abeja.
Esta sugestión visual sirve como reclamo intimo. Esta polinización mímica está acrecentada al producir además la fragancia de la hembra del insecto en celo. Estas feromonas hacen que el insecto se acerque a investigar. Esto ocurre solamente en el periodo determinado en el que los machos están en celo y las hembras no han copulado aún. El insecto está tan excitado que empieza a copular con la flor. Esto se denomina "pseudocopulación", la firmeza, la suavidad, y los pelos aterciopelados del labelo, son los mayores incentivos, para que el insecto se introduzca en la flor. Las polinia se adhieren a la cabeza o al abdomen del insecto. Cuando vuelve a visitar otra flor los polinia golpean el estigma. Los filamentos de los polinia durante el transporte cambian de posición de tal manera que los céreos granos de polen puedan golpear al estigma, tal es el grado de refinamiento de la reproducción. Si los filamentos no toman la nueva posición los polinia podrían no haber fecundado la nueva orquídea.

Cada orquídea tiene su propio insecto polinizador y depende completamente de esta especie polinizadora para su supervivencia. Lo que es más los machos embaucados es probable que no vuelvan o incluso que ignoren plantas de la misma especie. Por todo esto solamente cerca del 10 % de la población de Ophrys llega a ser polinizada. Esto es suficiente para preservar la población de Ophrys, si se tienen en cuenta que cada flor fertilizada produce 12,000 diminutas semillas.

## Especies Ophrys
- Ophrys aegirtica
- Ophrys alasiatica (Chipre).
- Ophrys annae
- Ophrys antiochiana (Turquía).
- Ophrys apifera: Orquídea abeja (Europa, Medit. al Caucaso).
  - Ophrys apifera var. apifera
  - Ophrys apifera var. bicolor
  - Ophrys apifera var. botteronii
  - Ophrys apifera var. friburgensis
  - Ophrys apifera var. immaculata
  - Ophrys apifera var. trollii
- Ophrys arachnitiformis: (Europa, Asia Menor, Siria)
- Ophrys araneola: Ophrys pequeña araña (Europa, Asia Menor)
- Ophrys argentoriensis
- Ophrys argolica (S. Grecia a SW. Turquía).
- Ophrys atlantica (S. España, Sicilia, NO. África).
  - Ophrys atlantica subsp. atlantica (S. España, NO. África).
  - Ophrys atlantica subsp. hayekii (Sicilia, Tunicia).
- Ophrys aurelia
- Ophrys aveyronensis
- Ophrys aymoninii
- Ophrys bertolonii: Orquídea abeja de Bertoloni  (W. y C. Medit.) 
  - Ophrys bertolonii subsp. balearica (Baleares).
  - Ophrys bertolonii subsp. bertolonii (W. y C. Medit.)
- Ophrys bilunulata
- Ophrys bombyliflora: Orquídea abejorro (Is. Canarias, Medit.)
- Ophrys catalaunica
- Ophrys ciliata
- Ophrys cilicica (S. y SE. Turquía a N. Siria e Irán).
- Ophrys conradiae
- Ophrys cornutula (Este de las Islas del Egeo.)
- Ophrys crabronifera (C. y E. Italia, Croacia).
- Ophrys cretica (S. Grecia, S. Islas del Egeo.)
- Ophrys dianica (España).
- Ophrys dodekanensis (Este Islas del Egeo.).
- Ophrys drumana
- Ophrys eptapigiensis (Este Islas del Egeo.)
- Ophrys eleonorae
- Ophrys exaltata (NE. España a Italia).
  - Ophrys exaltata subsp. tyrrhena (Italia).
- Ophrys ferrum-equinum (Albania a SW. y S. Turquía).
  - Ophrys ferrum-equinum var. anafiensis (Grecia)
  - Ophrys ferrum-equinum var. ferrum-equinum (Albania a SW. y S. Turquía).
  - Ophrys ferrum-equinum var. gottfriediana (Grecia).
  - Ophrys ferrum-equinum var. minor (Grecia)
- Ophrys flavomarginata (Chipre, Siria a Israel).
- Ophrys fleischmannii (E. Medit.)
- Ophrys forestieri
- Ophrys fuciflora
  - Ophrys fuciflora ssp. elatior
  - Ophrys fuciflora ssp. fuciflora
  - Ophrys fuciflora ssp. gracilis
- Ophrys fusca: Orquídea abeja negra  (Medit.) 
  - Ophrys fusca ssp. blitopertha ( Is. del Egeo a SW. Turquía)
  - Ophrys fusca ssp. cinereophila (S. Grecia a N. Siria).
  - Ophrys fusca ssp. funerea
  - Ophrys fusca ssp. fusca (Medit.)
  - Ophrys fusca ssp. minima (Francia)
  - Ophrys fusca ssp. vasconica (SW. Europa).
- Ophrys halia (Este Islas del Egeo.).
- Ophrys helios (Creta).
- Ophrys holoserica (W. y C. Europa a Medit.) 
  - Ophrys holoserica ssp. bornmuelleri (E. Medit. a N. Iraq).
  - Ophrys holoserica ssp. candica (SE. Italia a SW. Turquía).
  - Ophrys holoserica ssp. chestermanii (SW. Cerdeña).
  - Ophrys holoserica ssp. elatior (Francia a S. Alemania).
  - Ophrys holoserica nothosubsp. halicarnassia (Turquía).
  - Ophrys holoserica ssp. holoserica (W. & C. Europa a Medit.)
  - Ophrys holoserica ssp. lacaitae (Sicilia a S. Italia).
  - Ophrys holoserica ssp. maxima (Creta a SW. & S. Turquía, Israel).
  - Ophrys holoserica ssp. oxyrrhynchos (Cerdeña a Sicilia, Italia).
  - Ophrys holoserica ssp. biancae (SE. Sicilia).
- Ophrys iceliensis (Turquía).
- Ophrys illyrica (Croacia).
- Ophrys incubacea: Orquídea Araña (S. Europa).
- Ophrys insectifera: Orquídea Mosca (Europa).
  - Ophrys insectifera subsp. insectifera (Europa).
  - Ophrys insectifera subsp. tytecaeana (Francia).
- Ophrys iricolor (Medit.) 
  - Ophrys iricolor subsp. iricolor (E. Medit.)
  - Ophrys iricolor subsp. maxima (Corcega, Cerdeña, Tunicia)
- Ophrys isaura (S. Turquía).
- Ophrys israelitica (Is.del Egeo a Jordania).
- Ophrys kopetdagensis ( Turkmenistán).
- Ophrys kotschyi (Chipre).
- Ophrys latakiana (Siria).
- Ophrys lindia (Is. del Este del Egeo)
- Ophrys lunulata (Sicilia a S. Italia).
- Ophrys lupercalis
- Ophrys lutea: Ophrys amarilla (Medit.)
  - Ophrys lutea ssp. lutea (W. & C. Medit.)
  - Ophrys lutea ssp. pseudospeculum (Medit.)
- Ophrys lycia (SW. Turquía)
- Ophrys lyciensis (Turquía).
- Ophrys magniflora
- Ophrys mammosa: Orquídea buche (SE. Europa a S. Turkmenistán).
- Ophrys marmorata
- Ophrys maxima (Creta).
- Ophrys morisii (S. Corcega, Cerdeña).
- Ophrys negadensis (Grecia).
- Ophrys omegaifera Medit.) 
  - Ophrys omegaifera ssp. dyris (S. Pen. Ibérica, Baleares, Marruecos).
  - Ophrys omegaifera ssp. omegaifera (C. y E. Medit.)
- Ophrys ortuabis (Cerdeña).
- Ophrys pallida (Sicilia, Malta, Argelia, Tunicia).
- Ophrys panattensis (Cerdeña). Probablemente un híbrido entre O. argolica y O. lunulata
- Ophrys parvula (Este Islas del Egeo.).
- Ophrys persephonae (Islas del Egeo.).
- Ophrys picta
- Ophrys pollinensis (Italia). Probablemente un híbrido entre O. argolica y O. holosericea
- Ophrys praecox (S. Corcega a NW. Cerdeña)
- Ophrys promontorii (C. y S. Italia).
- Ophrys provincialis
- Ophrys pseudapifera
- Ophrys pseudobertolonii (W. y C. Medit.) 
  - Ophrys pseudobertolonii ssp. bertoloniiformis (W. y C. Medit.)
  - Ophrys pseudobertolonii ssp. pseudobertolonii (N. Italia)
- Ophrys pseudomammosa (Grecia a N. Turquía).
- Ophrys reinholdii (Balcanica Pen. a NW. Irán) 
  - Ophrys reinholdii ssp. reinholdii (Balcanica Pen. to SW. Turkey)
  - Ophrys reinholdii ssp. straussii (S. & SE. Turquía a NW. Irán)
- Ophrys santonica
- Ophrys schulzei (CS. y SE. Turquía a Líbano e Irán)
- Ophrys scolopax: Orquídea Perdiz (Hungría, Medit. al Caucaso).
  - Ophrys scolopax ssp. cornuta: Orquídea cornuda (Hungría a Turquía).
  - Ophrys scolopax ssp. heldreichii (Grecia a SW. Turquía, Chipre)
  - Ophrys scolopax ssp. scolopax (Medit. a Caucaso)
- Ophrys sicula: Orquídea abeja amarilla menor  (S. y E. Medit.)
- Ophrys speculum: Orquídea abeja espejo (Medit.)
- Ophrys sphegodes: Primera Orquídea espejo (W. & S. Europa a Turquía).
  - Ophrys sphegodes ssp. aesculapii (Albania a S. Turquía).
  - Ophrys sphegodes ssp. parnassica (Grecia, Creta).
  - Ophrys sphegodes ssp. sphegodes (W. y S. Europa a Crimea).
- Ophrys splendida
- Ophrys spruneri (Sicilia a Israel) 
  - Ophrys spruneri ssp. panormitana (Sicilia).
  - Ophrys spruneri ssp. spruneri (Grecia a Israel)
- Ophrys sulcata
- Ophrys tenthredinifera (Medit.)
- Ophrys turcomanica (NE. Irán).
- Ophrys umbilicata (WC. Medit. a Irán).
  - Ophrys umbilicata ssp. attica (Corcega a Irán).
  - Ophrys umbilicata ssp. umbilicata (E. Medit. al S. Irán).
- Ophrys vasconica
- Ophrys vernixia (Medit.) 
  - Ophrys vernixia ssp. ciliata (Medit.)
  - Ophrys vernixia ssp. orientalis (Grecia)
  - Ophrys vernixia ssp. regis-ferdinandii (E. Islas del Egeo. al SW. Turquía)
  - Ophrys vernixia ssp. vernixia (WC. y S. Portugal, N. España).
- Ophrys zonata

## Híbridos Naturales
- Ophrys × aghemanii (O. scolopax subsp. cornuta × O. turcomanica) (Irán).
- Ophrys × albertiana (O. apifera × O. holosericea) (Europ).
  - Ophrys × albertiana nothosubsp. albertiana (Europa).
  - Ophrys × albertiana nothosubsp. morellensis (O. apifera × O. holoserica ssp. candica) (Italia)
- Ophrys × alibertiana (O. spruneri × O. tenthredinifera) (Creta).
- Ophrys × ambrosii (O. fusca ssp. minima × O. vasconica) (Europa)
- Ophrys × angelensis (O. incubacea × O. promontorii) (Italia).
- Ophrys × anomala (O. maxima × O. scolopax ssp. heldreichii) (Creta)
- Ophrys × apicula (O. insectifera × O. sphegodes ssp. araneola) (Europa).
  - Ophrys × apicula nothosubsp. apicula (Europa).
  - Ophrys × apicula nothosubsp. fabrei (O. insectifera subsp. aymoninii × O. sphegodes subsp. arenosa) (Europa).
- Ophrys × argentariensis (O. crabronifera × O. incubacea) (Europa)
- Ophrys × aschersonii (O. holosericea × O. sphegodes) (Europa).
- Ophrys × azurea (O. promontorii × O. pseudobertolonii) (Italia).
- Ophrys × barlae (O. bertolonii × O. incubacea) (S. Europa).
- Ophrys × bastianii (O. magniflora × O. scolopax ssp. scolopax) (Europa)
- Ophrys × battandieri (O. fusca × O. lutea) (NO. África).
- Ophrys × baumanniana (O. cretica × O. sphegodes) (Creta)
- Ophrys × bayeri (O. fusca × O. omegaifera ssp. fleischmannii) (Chipre).
- Ophrys × benoitiana (O. incubacea × O. sphegodes ssp. lunulata) (Sicilia).
- Ophrys × bergonii (O. saratoi × O. scolopax ssp. scolopax) (Europa)
- Ophrys × bernardii (O. aveyronensis × O. scolopax ssp. scolopax) (Europa)
- Ophrys × bilineata (O. bertolonii × O. sphegodes) (Europa)
- Ophrys × bodegomii (O. passionis × O. tenthredinifera) (España).
- Ophrys × borakisiana (O. fusca × O. mammosa) (E. Is. del Egeo).
- Ophrys × borgersiae (O. reinholdii × O. spruneri) (Grecia).
- Ophrys × boscoquartensis (O. biscutella × O. sphegodes) (Italia).
- Ophrys × bourlieri (O. iricolor × O. lutea × O. tenthredinifera). (N. África).
- Ophrys × braunblanquetiana (O. fusca × O. incubacea) (Corcega, Italia).
- Ophrys × broeckii (O. arachnitiformis × O. araneola) (Europa)
- Ophrys × burneriana (O. sphegodes ssp. cretensis × O. spruneri) (Creta)
- Ophrys × campolati (O. promontorii × O. tenthredinifera) (Italia).
- Ophrys × camusii (O. exaltata × O. sphegodes) (Italia).
- Ophrys × carica (O. ferrum-equinum × O. holosericea) (Turquía).
- Ophrys × carpinensis (O. biscutella × O. scolopax ssp. cornuta) (Italia).
- Ophrys × carquierannensis (O. exaltata ssp. arachnitiformis × O. fusca) (Francia).
- Ophrys × cascalesii (O. sphegodes ssp. araneola × O. passionis) (Francia).
- Ophrys × chiesesica (O. drumana × O. fuciflora) (Europa)
- Ophrys × chimaera (O. bertolonii × O. sulcata) (Europa)
- Ophrys × chobautii (O. lutea × O. vernixia ssp. ciliata) (SW. Europa).
- Ophrys × circaea (O. apifera × O. bombyliflora) (Italia).
- Ophrys × clapensis (O. bombyliflora × O. lutea) (Francia).
- Ophrys × composita (O. scolopax × O. tenthredinifera) (Francia)
- Ophrys × corcyrensis (O. ferrum-equinum × O. sphegodes) (Grecia).
- Ophrys × cortesii (O. incubacea × O. araneola) (Francia)
- Ophrys × cosana (O. bombyliflora × O. incubacea) (Francia)
- Ophrys × costei (O. aveyronensis × O. passionis) (Francia)
- Ophrys × couloniana (O. bertolonii × O. promontorii) (Italia).
- Ophrys × cranbrookeana (O. exaltata ssp. arachnitiformis × O. scolopax) (Francia).
- Ophrys × cugniensis (O. bertolonii × O. lutea) (Sicilia).
- Ophrys × daneschianum (O. bertoloniiformis × O. tenthredinifera) (Francia)
- Ophrys × delphinensis (O. argolica × O. scolopax ssp. cornuta) (S. Grecia).
- Ophrys × devenensis (O. holosericea × O. insectifera) (Europa).
- Ophrys × diakoptensis (O. delphinensis × O. spruneri) (Grecia).
- Ophrys × domitia (O. bombyliflora × O. lutea ssp. pseudospeculum) (Francia)
- Ophrys × domus-maria (O. apifera var. ? apifera × O. morisii) (Francia)
- Ophrys × duvigneaudiana (O. araneola × O. scolopax ssp. scolopax) (Francia)
- Ophrys × eliasii (O. fusca × O. vernixia ssp. ciliata) (S. Europa).
  - Ophrys × eliasii nothosubsp. conimbricensis (O. fusca × O. vernixia) (Portugal)
  - Ophrys × eliasii nothosubsp. eliasii (S. Europa).
- Ophrys × emmae (O. bertolonii × O. vernixia ssp. ciliata) (S. Europa).
- Ophrys × enobarbia (O. bertolonii × O. fuciflora) (France)
- Ophrys × epidavrensis (O. argolica × O. sphegodes ssp. aesculapii) (Grecia).
- Ophrys × estacensis (O. fuciflora × O. splendida) (Francia)
- Ophrys × ettlingeriana (O. argolica × O. umblicata ssp. attica) (Grecia).
- Ophrys × extorris (O. holosericea × O. insectifera × O. sphegodes) (Austria).
- Ophrys × fabrei (O. araneola × O. aymoninii) (Francia)
- Ophrys × fayacensis (O. arachnitiformis × O. provincialis) (Francia)
- Ophrys × feldwegiana (O. ferrum-equinum × O. tenthredinifera) (Grecia).
- Ophrys × fernandii (O. bombyliflora × O. vernixia ssp. ciliata) (Francia).
- Ophrys × ferruginea (O. fusca × O. holoserica) (Italia).
- Ophrys × flahaultii (O. apifera var. ? apifera × O. sphegodes) (Francia)
- Ophrys × flavicans (O. araneola × O. bertolonii) (Francia)
- Ophrys × gauthieri (O. fusca ssp. fusca × O. lutea ssp. lutea) (Francia)
- Ophrys × godferyana (O. arachnitiformis × O. sphegodes) (Francia)
- Ophrys × grafiana (O. bombyliflora × O. umblicata ssp. attica) (Grecia)
- Ophrys × grampinii (O. sphegodes × O. tenthredinifera) (Italia a Sicilia).
- Ophrys × grinincensis (O. provincialis x O. saratoi)
- Ophrys × gumprechtii (O. bertolonii × O. holosericea ssp. parvimaculata) (Italia).
  - Ophrys × gumprechtii nothosubsp. enobarbia (O. bertolonii × O. holosericea) (Italia).
  - Ophrys × gumprechtii nothosubsp. gumprechtii (Italia).
- Ophrys × heraultii (O. tenthredinifera × O. speculum) (Cerdeña y Mallorca).
- Ophrys × hoeppneri (O. bombyliflora × O. sphegodes) (Italia).
- Ophrys × hybrida (O. insectifera × O. sphegodes) (Francia)
- Ophrys × insidiosa (O. aegirtica × O. apifera) (Francia)
- Ophrys × inzengae (O. bertolonii × O. tenthredinifera) (Francia)
- Ophrys × jacquetii (O. araneola × O. magniflora) (Francia)
- Ophrys × jarigei (O. fusca ssp. minima × O. sphegodes)) (Francia)
- Ophrys × jeanpertii (O. araneola × O. sphegodes) (Francia)
- Ophrys × joannae (O. atlantica × O. iricolor) (N. África).
- Ophrys × kalteiseniana (O. ferrum-equinum × O. reinholdii) (Grecia a Turquía).
- Ophrys × kelleri (O. exaltata subsp. arachnitiformis × O. incubacea) (Francia a Italia, S. Turkmenistán).
- Ophrys × kohlmuellerorum (O. scolopax ssp. scolopax × O. sulcata) (Francia)
- Ophrys × kreutziana (O. kotschyi × O. mammosa) (Chipre).
- Ophrys × kulpensis (O. phrygia × O. schulzei) (Turquía)
- Ophrys × kurzeorum (O. atlantica × O. omegaifera ssp. dyris) (España).
- Ophrys × laconensis (O. arachniiformis × O. tenthredinifera) (Francia)
- Ophrys × leguerrierae (O. lutea ssp. ? × O. araneola) (Francia)
- Ophrys × lievreae (O. iricolor × O. tenthredinifera) (N. África).
- Ophrys × lithinensis (O. omegaifera × O. sitiaca) (Creta).
- Ophrys × llenasii (O. incubacea × O. scolopax) (SW. Europa).
- Ophrys × luizetii (O. apifera × O. sphegodes ssp. araneola) (Francia)
- Ophrys × lumenii (O. bertolonii × O. ciliata) (Francia)
- Ophrys × lupiae (O. bertolonii × O. incubacea × O. tenthredinifera) (Italia).
- Ophrys × lydia (O. mammosa × O. vernixia ssp. regis-ferdinandii) (Grecia a Turquía).
  - Ophrys × lydia nothosubsp. lydia (Turquía).
  - Ophrys × lydia nothosubsp. magnessa (O. mammosa × O. vernixia ssp. ciliata) (Grecia).
- Ophrys × lyrata (O. bertolonii × O. incubacea) (Francia)
- Ophrys × macchiatii (O. sphegodes × O. vernixia ssp. ciliata) (Cerdeña).
- Ophrys × maladroxiensis (O. holosericea × O. morisii) (Cerdeña).
  - Ophrys × maladroxiensis nothosubsp. daissiorum (O. holosericea ssp. chestermanii × O. morisii) (Cerdeña)
  - Ophrys × maladroxiensis nothosubsp. maladroxiensis (Cerdeña)
- Ophrys × manfredoniae (O. incubacea × O. tenthredinifera) (Italia).
- Ophrys × maremmae (O. holosericea subsp. fuciflora × O. tenthredinifera) (Italia).
- Ophrys × marmarensis (O. holosericea × O. umbilicata) (E. Is. del Egeo).
- Ophrys × mastii (O. ferrum-equinum × O. spruneri) (Grecia).
- Ophrys × methonensis (O. argolica × O. tenthredinifera) (Grecia).
- Ophrys × minuticauda (O. apifera × O. scolopax) (Francia, Cerdeña).
  - Ophrys × minuticauda nothosubsp. donorensis (O. apifera × O. scolopax ssp. conradiae) (Cerdeña).
  - Ophrys × minuticauda nothosubsp. minuticauda (Francia)
- Ophrys × mirtiae (O. sicula × O. vernixia ssp. ciliata) (Grecia).
- Ophrys × monachorum (O. exaltata × O. fuciflora) (Francia)
- Ophrys × montis-angeli (O. biscutella × O. tenthredinifera) (Italia)
- Ophrys × montis-leonis (O. arachniformis × O. fuciflora ssp. fuciflora) (Francia)
- Ophrys × montserratensis (SW. Europa).
  - Ophrys montserratensis nothosubsp. montserratensis (España)
  - Ophrys montserratensis nothosubsp. neoruppertii (O. bertolonii × O. scolopax) (Francia).
- Ophrys × moreana (O. argolica × O. ferrum-equinum) (Grecia).
- Ophrys × morensis (O. incubacea × O. praecox) (Cerdeña).
- Ophrys × mulierum (O. mammosa × O. reinholdii) (Grecia).
- Ophrys × nelsonii (O. insectifera × O. scolopax) (Francia).
- Ophrys × neocamusii (O. arachnitiformis × O. aurelia) (Francia)
- Ophrys × neorupperti (O. aurelia × O. scolopax ssp. scolopax) (Francia)
- Ophrys × neowalteri (O. bertolonii × O. sphegodes ssp. araneola) (Francia).
- Ophrys × obscura (O. fuciflora ssp. fuciflora × O. sphegodes) (Francia)
- Ophrys × olbiensis (O. bombyliflora × O. scolopax) (Francia).
- Ophrys × panattensis (O. conradiae × O. morisii) (Francia)
- Ophrys × pano-lefkaron (O. iricolor × O. mammosa) (E. Is. del Egeo (Rodas) a Chipre).
- Ophrys × pantaliciensis (O. incubacea × O. vernixia subsp. ciliata) (Sicilia).
- Ophrys × paphosiana (O. kotschyi × O. umbilicata) (Chipre).
- Ophrys × peloponnesiaca (O. argolica × O. mammosa) (Grecia).
- Ophrys × peltieri (O. scolopax × O. tenthredinifera) (N. África).
- Ophrys × personii (O. lutea × O. tentherdiniffera) (Italia).
- Ophrys × perspicua (O. holosericea × O. phrygia) (Turquía).
- Ophrys × pesseiae (O. morisii × O. panattensis) (Cerdeña).
- Ophrys × philippei (O. scolopax × O. sphegodes) (S. Europa).
- Ophrys × pietzschii (O. apifera × O. insectifera) (Europa).
- Ophrys × piscinica (O. incubacea × O. lutea) (Italia).
- Ophrys × plorae (O. cretica × O. spruneri) (Creta).
- Ophrys × poisneliae (O. insectifera ssp. aymoninii × O. pseudobertolonii ssp. catalaunica) (España)
- Ophrys × provecta (O. bilunulata × O. omegaifera subsp. dyris) (España).
- Ophrys × pseudofunerea (O.funerea × O. sphegodes) (Francia)
- Ophrys × pseudofusca (O. fusca × O. sphegodes) (S. Europa)
- Ophrys × pseudoquadriloba (O. lutea × O. mammosa) (Grecia).
- Ophrys × pseudospruneri (O. mammosa × O. spruneri) (Grecia).
- Ophrys × pugliana (O. holosericea × O. oxyrrhynchos) (Italia).
- Ophrys × pulchra (O. araneola × O. fuciflora) (Francia y Centroeuropa).
- Ophrys × quadriloba (O. lutea ssp. lutea × O. sphegodes) (Francia)
- Ophrys × quintartiana (O. ariadnae × O. ferrum-equinum) (Grecia).
- Ophrys × ragusana (O. bombyliflora × O. exaltata) (Francia)
- Ophrys × raimbaultii (O. incubacea × O. magniflora) (Francia)
- Ophrys × rainei (O. bombyliflora × O. incubacea) (S. Europa).
- Ophrys × rasbachii (O. argolica × O. vernixia ssp. ciliata) (Grecia).
- Ophrys × rauschertii (O. apifera × O. insectifera × O. sphegodes) (Europa).
- Ophrys × raynaudii (O. argolica × O. reinholdii) (Grecia).
- Ophrys × rechingeri (O. ferrum-equinum × O. mammosa) (Grecia, Creta).
- Ophrys × regis-minois (O. cretica × O. scolopax ssp. heldreichii) (Creta)
- Ophrys × rovittellii (O. exaltata × O. tenthredinifera) (Francia)
- Ophrys × royanensis (O. drumana × O. insectifera) (Francia)
- Ophrys × salvatoris (O. bertolonii × O. biscutella) (Italia).
- Ophrys × samuelii (O. drumana × O. scolopax ssp. scolopax) (Francia)
- Ophrys × sanconoensis (O. exaltata × O. tenthredinifera) (Sicilia).
- Ophrys × sanctae-sofiae (O. iricolor × O. vernixia ssp. ciliata) (Cerdeña).
- Ophrys × sancti-leonardi (O. fusca × O. tenthredinifera). (Italia).
- Ophrys × semibombyliflora (O. bombyliflora × O. exaltata ssp. arachniformis) (Italia).
- Ophrys × simica (O. lucis × O. tenthredinifera) (E. Is. del Egeo)
- Ophrys × sivana (O. episcopalis × O. holosericea ssp. candica) (Creta a Turquía).
- Ophrys × soller (O. apifera × O. vernixia ssp. ciliata) (Baleares).
- Ophrys × sommieri (O. bombyliflora × O. tenthredinifera) (Medit.)
- Ophrys × sorrentini (O. bertolonii × O. tenthredinifera) (S. Europa).
- Ophrys × spanui (O. annae × O. tenthredinifera) (Francia)
- Ophrys × spuria (O. bertolonii × O. fusca) (S. Europa).
- Ophrys × stefaniae (O. ferrum-equinum × O. iricolor) (Grecia).
- Ophrys × sundermanniana (O. argolica × O. spruneri) (Grecia).
- Ophrys × telchinensis (O. ferrum-equinum × O. lucis) (E. Is. del Egeo).
- Ophrys × terrae-laboris (O. promontorii × O. sphegodes) (Italia).
- Ophrys × todaroana (O. incubacea × O. sphegodes ?)) (Francia)
- Ophrys × torrensis (O. argentaria × O. × pseudoscolopax) (Italia).
- Ophrys × triadensis (O. sicula × O. tenthredinifera) (Grecia).
- Ophrys × tuscanica (O. crabronifera × O. tenthredinifera) (Italia).
- Ophrys × tytecana (O. aymoninii × O. insectifera) (Francia)
- Ophrys × varvarae (O. cretica × O. fusca) (Creta)
- Ophrys × vernonensis (O. biscutella × O. promontorii) (Italia).
- Ophrys × vespertilio (O. apifera × O. bertolonii) (Italia).
- Ophrys × vicina (O. holosericea × O. scolopax) (Francia, SW. Cerdeña).
  - Ophrys × vicina nothosubsp. corriasiana (O. holosericea ssp. chestermanii × O. scolopax ssp. conradiae) (SW. Cerdeña)
  - Ophrys × vicina nothosubsp. vicina (Francia)
- Ophrys × viglaensis (O. ferum-equinum var. minor × O. pruneri) (Grecia)
- Ophrys × vogatsica (O. reinholdii × O. sphegodes) (Grecia).
- Ophrys × waldmanniana (O. ferrum-equinum × O. vernixia ssp. ciliata) (Grecia).
- Ophrys × yvonneae (O. holosericea ssp. apulica × O. incubacea) (Italia).